# Carl Quist Møller
Pour les articles homonymes, voir Quist.
Carl Quist Møller (né le 24 juin 1964) est un acteur et animateur cinématographique danois.

## Biographie
Fils du réalisateur et scénariste Flemming Quist Møller, il se passionne dans les films d'animation en étant animateur après une carrière d'acteur très brève. En 1984, il est animateur assistant sur le film Samson og Sally avant d'être aussi à ce poste, quatre ans plus tard, pour Strit og Summe.
En 1993 sort le film Jungle Jack sur lequel Carl a beaucoup travaillé en étant animateur mais aussi membre de l'équipe d'animation ainsi que de l'équipe artistique. Il est notamment un des doubleurs du film. Ce sera le dernier grand film sur lequel le fils de Flemming Quist Møller travaille. Cinq ans plus tard, il réapparaît comme compositeur du film Motello.